# Tsering Woeser
Tsering Woeser (tibétain : ཚེ་རིང་འོད་ཟེར་, Wylie : tshe ring 'od zer, pinyin tibétain : Cering Oiser, parfois appelée Woeser, autres graphies Öser, Wéisè ou Wei Se en chinois) est une poétesse et essayiste de nationalité chinoise et d'ethnie tibétaine, née le 21 juillet 1966 à Lhassa,. Elle est l'épouse de l'écrivain chinois Wang Lixiong.
Elle a reçu une éducation exclusivement en chinois, a étudié la littérature à Chengdu au Sichuan, et n'a pas appris le tibétain. Selon Michael Buckley, cela lui a permis d'être une voix très influente : elle passe pour être la première Tibétaine à jouer le rôle d'une intellectuelle sur la scène publique en Chine grâce à sa maîtrise des médias.
Selon un article de la journaliste Susanne Ramírez de Arellano (d)  paru en 2010, Woeser est devenue une des principales sources de nouvelles sur le Tibet en Chine.

## Biographie

### Enfance

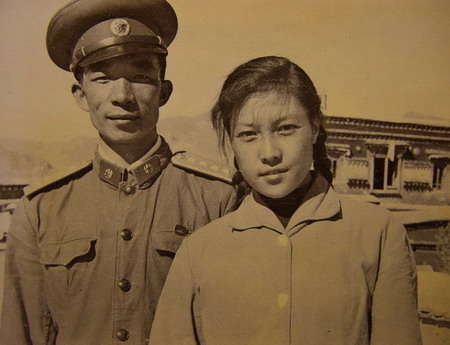
Tsering Dorjé et son épouse, Tséring Youdron.

Tsering Woeser est née à Lhassa en 1966. Sa mère, Tséring Youdron, une Tibétaine, vit à Lhassa (en 2014, elle a 72 ans quand elle est interrogée par les autorités chinoises alors que sa fille est détenue à l'aéroport de Gongar),. Son père, Tsering Dorjé, issu du mariage d'un Han et d'une Tibétaine, était soldat dans l'Armée populaire de libération. Elle réside à Lhassa jusqu’à l’âge de quatre ans, avant que son père soit muté dans le Kham à Tawu dans l'actuelle préfecture autonome tibétaine de Garzê de la province du Sichuan. Son grand-père paternel aurait poussé sa famille à se siniser. Enfant de la révolution culturelle, elle est élevée et éduquée entièrement en langue chinoise et n'a jamais appris à lire ou à écrire en tibétain. Elle reçoit une éducation exclusivement chinoise et athée, avec une « croyance naïve dans les bienfaits du Parti » .

### Éducation
En 1988, elle obtient un diplôme en littérature chinoise de l'Université des nationalités du Sud-ouest (c'est-à-dire pour les minorités ethniques) à Chengdu. En 1990, elle devient rédactrice pour la revue de langue chinoise Xizang Wenxue (Littérature du Tibet). Elle travaille comme journaliste à Kardzé et plus tard à Lhassa.
Elle décide d'apprendre le tibétain et de se convertir au bouddhisme tibétain,.

### Rencontre avec Wang Lixiong
En 2000, à Lhassa, elle rencontre Wang Lixiong, qui a passé 2 ans au Tibet et vient de publier un ouvrage critique sur la politique que la Chine y exerce.

### Activité

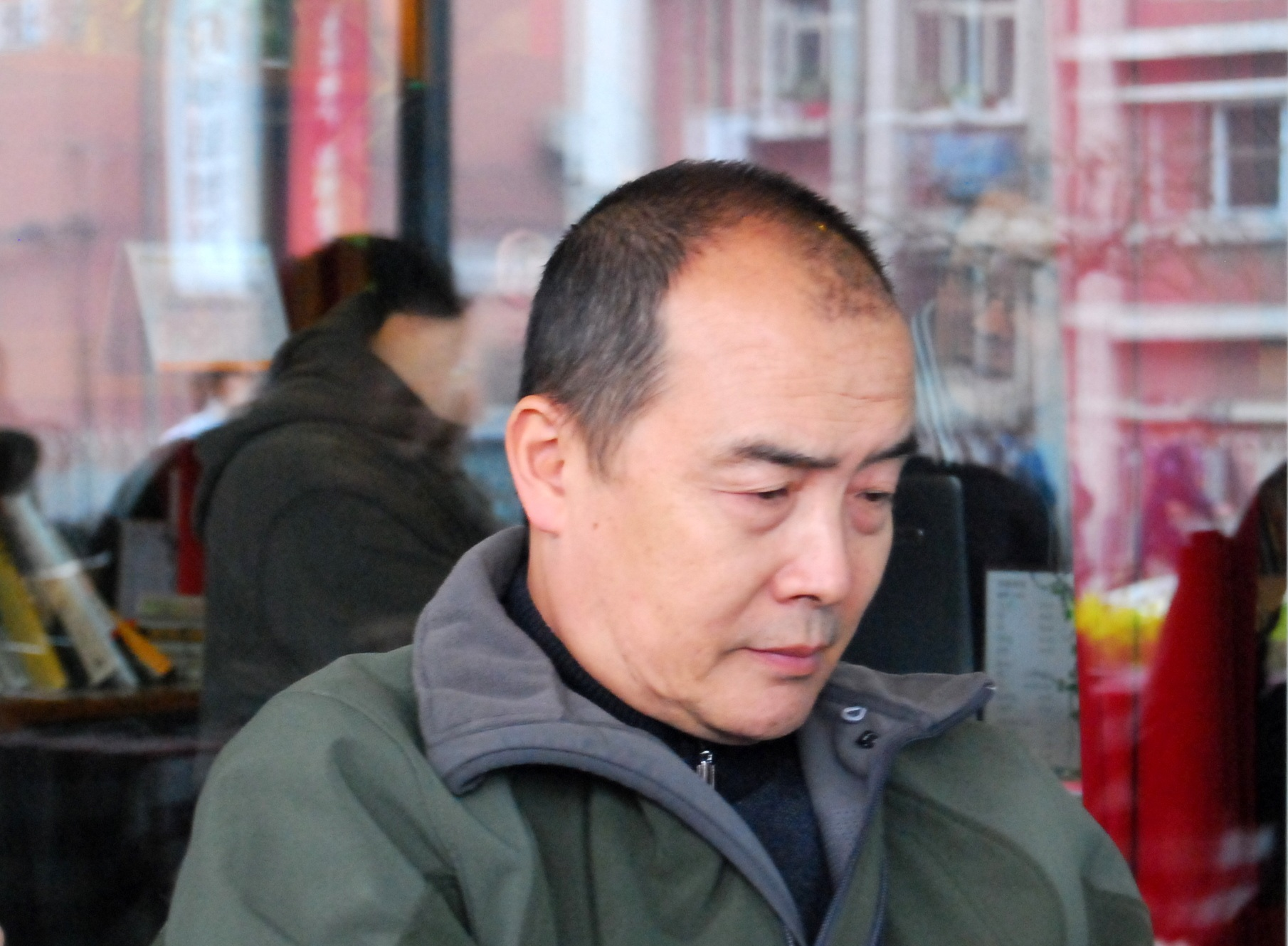
Wang Lixiong en 2010.

Woeser est employée par la Fédération chinoise des cercles littéraires et artistiques du Tibet, par l'intermédiaire de laquelle sa poésie a été publiée. Après avoir changé de sujet pour s'intéresser à l'histoire du Tibet, 
et avoir publié Notes sur le Tibet, un ouvrage très apprécié, elle est punie et censurée. Son appartement est confisqué, elle perd son emploi et son passeport pour les voyages internationaux lui est refusé ,. En 2003, elle est exilée à Pékin. En 2004, elle s'y marie à Wang Lixiong, rencontré quatre ans plus tôt à Lhassa. Ensemble ils présentent le problème des minorités ethniques dans les milieux pro-démocrates jusque-là peu sensibilisés à ces questions.
Au cours des troubles de 2008 au Tibet, Woeser et Wang Lixiong, alors son mari, auraient été mis en résidence surveillée après avoir parlé à des journalistes. Afin d'empêcher la diffusion d'informations, le site internet de Tsering Woeser est attaqué et détruit par des hackers signant « L'Alliance des rouges de Chine ».
Woeser et Wang Lixiong fournissent régulièrement des analyses pour le service tibétain de RFA. Depuis le 6 janvier 2007, le service en tibétain de RFA diffuse une émission intitulée « le forum de Woeser », consacrée à ses écrits sur la religion, la culture, l'économie et la politique au Tibet.
Elle est l'une des 303 intellectuels chinois signataires de la charte 08, manifeste publié le 10 décembre 2008, pour promouvoir la réforme politique et le mouvement démocratique chinois.
En juillet 2009, à la suite des émeutes au Xinjiang Tsering Woeser  et Wang Lixiong lancent une pétition afin de demander la libération de l'universitaire Ilham Tohti. En effet, le 8 juillet l’économiste ouïgour Ilham Tohti, professeur à l’Université centrale des minorités et animateur d'un blog, a disparu de son domicile de Pékin. Les autorités chinoises lui reprochent d’avoir provoqué des troubles, en propageant des rumeurs concernant les émeutes au Xinjiang. La pétition souligne qu’Ilham Tohti revendique des relations amicales entre nationalités. Son blog a été conçu comme un espace d'échange, Ilham Tohti ne saurait être tenu pour responsable des propos tenus par des participants au forum du blog. Le 14 juillet, 250 personnes avaient signé cette pétition.
La poétesse Tsering Woeser annonce le 3 août 2009 l'emprisonnement de quatre écrivains tibétains. RSF indique à leur sujet : « La répression des auteurs tibétains doit cesser ! L’impossibilité pour les écrivains et journalistes de cette province chinoise de s’exprimer librement et de critiquer les autorités de Pékin et la politique du Parti Communiste Chinois (PCC) est une honte pour la Chine. La plupart sont détenus sans avoir été jugés et leur lieu de détention est inconnu. Apprendre l’incarcération de plusieurs personnalités réputées, parfois plus d’un an après les faits, est par ailleurs symptomatique de la difficulté d’obtenir des informations sur le Tibet. »
Tsering Woeser demande un passeport depuis trois ans à l'État chinois et poursuit ce dernier en justice pour l'obtenir .
En 2010 à propos de l'arrestation du Tibétain Karma Samdrup et des membres de sa famille, Woeser indique à l'AFP : « ces condamnations font peur à de nombreux intellectuels tibétains », sans autres commentaires par « peur des représailles ».
Alors que 16 Tibétains se sont immolés au Tibet depuis mars 2011 et que la police chinoise a ouvert le feu lors de manifestations pro-tibétaine dans la préfecture autonome tibétaine de Garzê (selon l'agence Chine nouvelle, il s'agit d'émeutes ayant entraîné la destruction de magasins, d'un commissariat, d'une maison, de véhicules de police et d'ambulances, par des casseurs armés de pierres et de couteaux, et faisant des blessés chez les agents de police, tibétains pour 90 % d'entre eux),, Woeser relaye sur Twitter, à l'intention des communautés chinoises, les informations concernant le Tibet. Le 15 janvier, après avoir découvert l'immolation d'un moine tibétain à Aba, Woeser écrit : « Ce soir, nous sommes en pleurs… C'est moi qui la première ai dit à un lama qu'un de ses compagnons s'était immolé. Mes larmes ne cessaient de couler. Il ne pouvait parler… Il est si tard à présent, on aimerait parler mais les mots ne peuvent sortir. Alors, finalement, on pleure. Est-ce en raison de la tristesse que les gens ne parlent pas de cela ? ».
En mars 2012, Tsering Woeser est assignée à résidence à Pékin pour une durée d'un mois, l'empêchant ainsi de recevoir le prix Prince Claus,. Le 8 mars 2012, avec le poète Gade Tsering et Arjia Lobsang Tupten, elle lance un appel et une pétition afin que cessent les auto-immolations des Tibétains : « sous cette oppression redoublée, chacune de nos vies est importante, chacune doit être conservée. »,.
En 2013, Tsering Woeser, inquiète de la restructuration des abords du barkhor à Lhassa, lance une pétition demandant la protection du site.

## Carrière
Selon le Tibet Information Network (TIN), son livre Notes sur le Tibet est interdit par le gouvernement de la région autonome du Tibet en septembre 2003, même s'il « semblait être toujours disponible à l'achat, du moins épisodiquement, sur l'Internet »,, à cause d’allusions favorables au 14e dalaï-lama. De fait, l'édition initiale de 2003 serait disponible en Chine sur un site web.
Selon l'IFEX et Human Rights in China, en 2004, peu après l'interdiction, Woeser perd son travail et son statut et ses droits de citoyenne chinoise au motif qu'elle pourrait « mettre en péril la Nation » selon les autorités chinoises.
Selon Radio Free Asia (RFA), le 28 juillet 2006, ses deux blogues sont fermés par ordre du gouvernement, apparemment en réponse aux articles dans lesquels elle présentait ses vœux au 14e dalaï-lama à l'occasion de son anniversaire, le 6 juillet,. La poétesse y avait également publié un poème faisant l'éloge du chef spirituel.
Selon Reporters sans frontières (RSF), les deux blogues de Woeser auraient été fermés à la demande des autorités chinoises alors qu’une vague de censure dénoncée par RSF frappait l’Internet chinois. Woeser y publiait des essais sur la culture tibétaine et sur des sujets rarement abordés au Tibet comme le SIDA, la prostitution, les dégâts environnementaux et la voie ferrée reliant Pékin à Lhassa, à la construction de laquelle elle était opposée.
Cependant, si les premiers blogues ont disparu des serveurs chinois, un nouveau blogue en chinois est accessible chez l'hébergeur américain middle-way.net . Selon le PEN American Center (en), ce nouveau blogue a été la cible d'une cyberattaque en mai 2008.
Sur la base de photos prises durant la révolution culturelle au Tibet par son père, alors cadre de l’armée chinoise, Tsering Woeser, interviewe, de 1999 à 2006, 70 personnes photographiées. Elle conserve 23 témoignages pour un ouvrage, qu’on ne trouve pas en Chine et qui fut publié en chinois à Taïwan. Elle veut comprendre pourquoi des temples comme le Jokhang ont été saccagés par les jeunes gardes rouges, comprenant des Hans, mais aussi une majorité de Tibétains, venus de Pékin ou des lycées de Lhassa. Woeser explique: « Les plus jeunes, souvent, croyaient vraiment à la propagande de Mao. Elle était efficace et, d'ailleurs, on y a cru dans le monde entier. Mais on s'aperçoit aussi combien de gens n'avaient pas le choix : ils participent parce qu'ils ont peur. Parce que c'est la seule manière de survivre. » La traduction française de l'ouvrage de Woeser est parue en 2010 sous le titre Mémoire interdite. Témoignages sur la révolution culturelle au Tibet.
En 2018, accompagnée de Katia Buffetrille, elle effectue une circumambulation de huit jours autour de l’Amnye Machen, montagne sacrée tibétaine. Elle publie Amnyé Machen, Amnyé Machen, en 2023, où elle relate ce pèlerinage avec des analyses sur le Tibet « domestiqué », son histoire, ses croyances. En dehors de la France, l'ouvrage est publié à Taïwan,.

## Prix
- En 2007, Tsering Woeser reçoit le prix du Norwegian Authors Union pour la liberté d'expression [51].
- Elle reçoit le prix 2007 pour la liberté d’expression de l'Association des journalistes tibétains en exil[2].
- En 2010, elle reçoit le Courage in Journalism Awards de la fondation International Women's Media Foundation[52],[53].
- En 2011, prix du Prince Claus, thème Briser les tabous
- En 2013, prix international femme de courage[54]. Par ailleurs, Nathalie Griesbeck soutint la candidature de Tsering Woeser pour le prix Sakharov. La députée européenne considère que Tsering Woeser est « une femme d’un courage exceptionnel et l’une des rares voix du Tibet à être entendue dans le monde »[55].

## Œuvres
- 2023 : Amnyé Machen, Amnyé Machen, éd. Jentayu, traduction Brigitte Duzan et Valentina Peluso, postface Katia Buffetrille, photographies Katia Buffetrille et Tsering Woeser,  (ISBN 9791096165254)[49],[50].
- 2014 : Tsering Woeser, Wang Lixiong, Voices from Tibet: Selected Essays and Reportage, traduit par Violet Law, Hong Kong University Press,  (ISBN 988820811X et 9789888208111)
- 2013 : Immolations au Tibet - La Honte du monde, éd. Indigènes, traduction Dekyid, préface Robert Badinter, illustration Ai Weiwei.
- 2010 : Mémoire interdite. Témoignages sur la révolution culturelle au Tibet, éd. Gallimard, traduction Li Zhang & Bernard Bourrit,  (ISBN 2070131157)
- 2005 : Unlocking Tibet: A Chinese Author’s Perspective on Tibet Issue, Switzerland, par Wang Lixiong et Woeser.
- Xīzàng zài shàng 《西藏在上》(Xining, Qīnghǎi rénmín chūbǎnshè 青海人民出版社 1999).
- Xīzàng Bǐjì 《西藏笔记》 (Guangzhou, Huāchéng chūbǎnshè 花城出版社 2003),  (ISBN 7536038313). Aussi publié à Taïwan comme Míng wéi Xīzàng de shī 《名为西藏的诗》 (Taiwan, Dàkuài wénhuà 大块文化 2006),  (ISBN 9867291905). Un extrait traduit en français a été publié en 2016 sous le titre «La beauté des cartes» dans la revue Jentayu, éd. Jentayu, traduction Filip Noubel,  (ISBN 9782954989273).
- Jiànghóngsè de dìtú 《绛红色的地图》 (Taiwan, Shíyīng chūbǎnshè 时英出版社 2003),  (ISBN 9867762045) ; (Beijing, Zhōngguó lǚyóu chūbǎnshè 中国旅游出版社 2004),  (ISBN 7503222476).
- Bākuò Jiē de cāngsāng 八廓街的沧桑, in: Jīn Zhìguó 金志国 (ed.): Xīzàng dāngdài lǚxíngjì 西藏当代旅行记 (Lhasa, Xīzàng rénmín chūbǎnshè 西藏人民出版社 2004),  (ISBN 7-223-01587-X).
- Jiànghóngsè de Nímǎ Cìrén 绛红色的尼玛次仁, in: Mǎ Míngbó 马明博, Xiāo Yáo 肖瑶 (eds.): Wénhuà míngjiā huà fóyuán 文化名家话佛缘 (Beijing, Zhōngguó dàng'àn chūbǎnshè 中国档案出版社 2004),  (ISBN 7801664159).
- Shājié 《杀劫》 (Taiwan, Dàkuài wénhuà 大块文化 2006),  (ISBN 9867291840).

### Vidéo
- Woeser: Voice of Tibet (ICT Panel Discussion)